# チーズバエ
チーズバエ(Piophila casei)とは、ハエ目チーズバエ科の昆虫である。食品やゴミ箱に群がる衛生害虫として知られる。

## 特徴
成虫の体長が3.5ミリメートル程度の小型種であり、全体に光沢のある黒色の外観で、複眼間隔が狭く、黄色い頭部下面、触角、脚を持つ。成熟幼虫の体長は8ミリメートル。前気門に8 - 10個の指状突起を持つ。第4節から12節までの節下部に小棘がある。幼虫は警戒すると尾部を口で咥えて体を環状に曲げ、空中に20センチメートル程度跳躍する能力があることから、cheese skipperとして知られる。

## 生態
チーズや燻製品などの高蛋白食品や動物の死体などに発生する。27℃で栄養源のある環境下で飼育した場合、卵から羽化まで約16日を要する。メスの産卵数は1回あたり59 - 133個。成虫の寿命はオス5.4日、メス4.3日である。
ヨーロッパ、北アメリカに広く分布する。

## 人間との関わり
欧米では食品店や牛乳店が被害を受ける例が多い。日本にも輸入牛皮に付着して侵入し、発生した例がある。
偶然に摂取してしまうと、幼虫は消化器官の中でも生きることができ、蠅蛆症を引き起こす。
チーズバエの幼虫は、サルデーニャのチーズであるカース・マルツゥを作るのに用いられる。